# Музей фотографии (Винтертур)
Музей фотографии в Винтертуре (нем. Fotomuseum Winterthur) — художественный музей на окраине центральной части швейцарского города Винтертур (кантон Цюрих), основанный в двух зданиях в 1993 году; одно из зданий ранее занимала штаб-квартира компании «Ganzoni/Sigvaris», а в другом размещался фонд «Fotostiftung Schweiz»; общая выставочная площадь музея составляет 1000 м²; постоянная коллекция включает в себя около 4000 фотографий (как художественных, так и документальных); регулярно проводит выставки современных фотографов.

## История и описание
Музей фотографии в Винтертуре расположен на окраине центра города: в двух зданиях, стоящих друг напротив друга — по адресу улица Grüzenstrasse, дома 44 и 45. Дом 44 является прежним местом положения компании медицинской «Ganzoni» (сегодня — часть «Sigvaris Group»). В тех же корпусах разместился и швейцарский фотоархив «Fotostiftung Schweiz». Общая выставочная площадь музея составляет 1000 м², а полезная площадь, включая часть используемую совместно с фондом — 3500 м².
С момента основания фото-музея Винтертура в 1993 году, его коллекция непрерывно расширяется: в результате приобретений, а также — пожертвований и долгосрочной аренды от частных спонсоров и фондов; в итоге, в коллекцию было включено около 4000 фотографий. Ежегодно с 2003 части коллекции представляются на временных выставках, каждая из которых сопровождается изданием каталога-брошюры. В музее представлены работы многих современных фотохудожников, среди которые и Уильям Эглстон, и Нан Голдин, и Андреас Гурски, и Рони Хорн. Значительная часть коллекции доступна также и онлайн.
Помимо современных авторов, музей также является и местом презентации классических фотографов XIX и XX веков: в их числе Эжен Атже, Карл Блоссфельдт и Билл Брандт. Кроме того музей ведёт и деятельность в области истории культуры и социологии: он демонстрирует работы прикладной промышленной фотографии, фотографии объектов архитектуры, модной фотографии; полицейская и медицинская фотография также являлись темами музейных выставок.
Помимо самой галереи, в музейных зданиях размещаются специализированная библиотека (с фондом в 18 000 книг и журналов), музейным магазином, комната отдыха и бистро, коллекционные хранилища и небольшие выставочными пространства. Музей финансируется фондом «Fotomuseum Winterthur Foundation», который, в свою очередь, поддерживается через ассоциацию «Fotomuseum Winterthur Association», имеющую в своём составе 2500 членов.